# Septic Flesh
Septic Flesh (numera Septicflesh) är ett goth-inspirerat death metal-band från Aten i Grekland. Deras låtar präglas ofta av mörka och makabra synthatmosfärer, likt de hos landsmännen i Rotting Christ.
Bandet bildades 1990 och jämfört med många andra band har bandmedlemmarna inte bytts ut särskilt mycket sedan starten, förutom albumen The Obsidian Wheel (1997) och A Fallen Temple (1998) – två album som hade en kvinnlig sångare vid namn Natalie Rassoulis. Septic Fleshs musik kombinerar snabb och teknisk death metal med melodisk death metal, goth metal och industrial metal.
Efter nästan 14 års musicerande splittrades bandet 2003. Christos Antoniou fortsatte med involvering i Chaostar som han bildade 1998 och Katsionis fortsatte som gitarrist för Nightfall och Firewind. Bandet TheDevilWorx bildades cirka ett år efter att Septic Flesh splittrades och bland bandmedlemmarna återfanns några av originalmedlemmarna från Septic Flesh.
19 februari 2007 meddelade Septic Flesh att de skulle återförenas till den grekiska festivalen Metal Healing Festival. 3 april, innan festivalen ens hade påbörjats, rapporterade Blabbermouth att bandet planerar att släppa ett nytt album under franska skivbolaget Season of Mist. Enligt Antoniou skulle albumet komma att innehålla musik från en hel orkester och en kör bestående av 80 musiker och 32 sångare. Inspelningarna avslutades i Studio Fredman i Göteborg. Albumet Communion släpptes 1 april 2008.
Sjunde studioalbumet av Septic Flesh, The Great Mass, gavs ut 18 april 2011 av Season of Mist.

## Medlemmar
Nuvarande medlemmar
- Spiros "Seth" Antoniou – sång, basgitarr (1990–2003, 2007– )
- Christos Antoniou – gitarr (1990–2003, 2007– ), keyboard (1990–2003), sampling (2007– )
- Sotiris Vayenas – gitarr, sång (1990–2003, 2007– ), keyboard (1994–1998)
- Kerim "Krimh" Lechner – trummor (2014– )

Tidigare medlemmar
- Dimitris Valasopoulos – trummor (1990–1991)
- Akis Kapranos – trummor (1999–2003)
- George Zaharopoulos (aka "George Z") – keyboard (2000–2003)
- Fotis Benardo – trummor, percussion (2003, 2007–2014)

Turnerande medlemmar
- Psychon (Dinos Prassas) – gitarr (2011– )
- Bill Katsikis – gitarr
- Kostas Savvidis– trummor (1993–1997)
- Bob Katsionis – keyboard (2003)
- Alex Haritakis – gitarr (2002–2003)
- Stelios Mavromitis – gitarr (2008–2009)
- Ivo Wijers – trummor (2014)

Gästmedlemmar
- Spiros Antoniou – basgitarr, sång (1994)
- Sotiris Vayenas – gitarr, synthesizer, sång, texter (1994)
- Natalie Rassoulis – sopransång (1997–1998, 2003)
- Kostas Tzanokostakis – sång (1998)
- Kostas Savvidis – trummor (1998)
- Gore (Antonis Kotzias) – sång (2003)
- City of Prague Philharmonic Orchestra (2008, 2010, 2011, 2014)
- Marios Iliopoulos – gitarr (2008)
- International Choir of Prague (2010, 2011)
- George Diamantopoulos – kaval, tembûr (2011)
- Androniki Skoula – sopransång (2011)

## Diskografi
Demo
- Forgotten Path (1991)
- Morpheus Awakes (1993)

Studioalbum
- Mystic Places of Dawn (1994)
- Esoptron (1995)
- The Ophidian Wheel (1997)
- A Fallen Temple (1998)
- The Eldest Cosmonaut (1998)
- Forgotten Paths (1999)
- Revolution DNA (1999)
- Sumerian Daemons (2003)
- Communion (2008)
- The Great Mass (2011)
- Titan (2014)
- Codex Omega (2017)
- Modern Primitive (2022)

EP
- Temple of the Lost Race (1991)
- The Eldest Cosmonaut (1998	)

Singlar
- "The Vampire from Nazareth" (2010)
- "Order of Dracul" (2014)
- "Neuromancer" (2022)
- "Reconstruction" (2023)

Samlingsalbum
- Forgotten Paths (The Early Days) (1990)
- Temple of the Lost Race / Forgotten Path (2015)
- 1991 - 2003 (9 x kassett box, 2015)
- Entering Astral Realms (2017)
- In the Flesh - Part I (4 x CD box, 2019)
- Infernus Sinfonica MMXIX (Live) (2020)